# Regia Autonomă pentru Activități Nucleare
Regia Autonomă pentru Activități Nucleare (RAAN) din Drobeta Turnu Severin este o regie națională de interes strategic din România, cu specific deosebit, având ca obiect principal de activitate producerea apei grele și a produselor conexe, producerea de energie electrică și termică pentru folosința industrială și casnică, precum și activități de inginerie tehnologică pentru obiective nucleare și cercetări în domeniul nuclear, având în componență sucursale de producere a apei grele, de producere a energiei electrice și termice, de inginerie tehnologică pentru obiective nucleare și de cercetări nucleare.
A fost înființată în anul 1998 prin reorganizarea RENEL.
Regia deține următoarele sucursale:
- ROMAG PROD care produce apă grea de calitate nucleară. Capacitatea de producție: 360 tone / an
- ROMAG TERMO care deține o termocentrală (Termocentrala de la Halanga[2]) ce asigură consumul de abur tehnologic și energie electrică pentru sucursala ROMAG PROD. De asemenea furnizează energie termică pentru populația municipiului Drobeta-Turnu Severin și curent electric pentru Sistemul Energetic Național. ROMAG TERMO este între cele mai poluante 4 centrale energetice din România, contribuind la poluarea din Europa.[3]
- Sucursala Cercetări Nucleare (SCN) Pitești
- Sucursala de Inginerie Tehnologică pentru Obiective Nucleare (SITON) București

Număr de angajați în 2009: 4.050